# فرودگاه شهری پلتویل
 فرودگاه شهری پلتویل (به انگلیسی: Platteville Municipal Airport) یک فرودگاه همگانی بهره‌برداری هوایی است که یک باند فرود آسفالت دارد و طول باند آن ۱۲۱۹ متر است. این فرودگاه در کشور ایالات متحده آمریکا قرار دارد و در ارتفاع ۳۱۲ متری از سطح دریا واقع شده است.